# Passerelle piétonne de Levallois
La passerelle piétonne de Levallois appelée aussi passerelle de l'Île de la Jatte, franchit le petit bras de la Seine entre l'Île de la Jatte à Levallois-Perret, en banlieue parisienne. L'entrée sur la passerelle se fait à partir du quai Michelet à Levallois-Perret, en face de la rue Ernest-Cognacq.

## Galerie

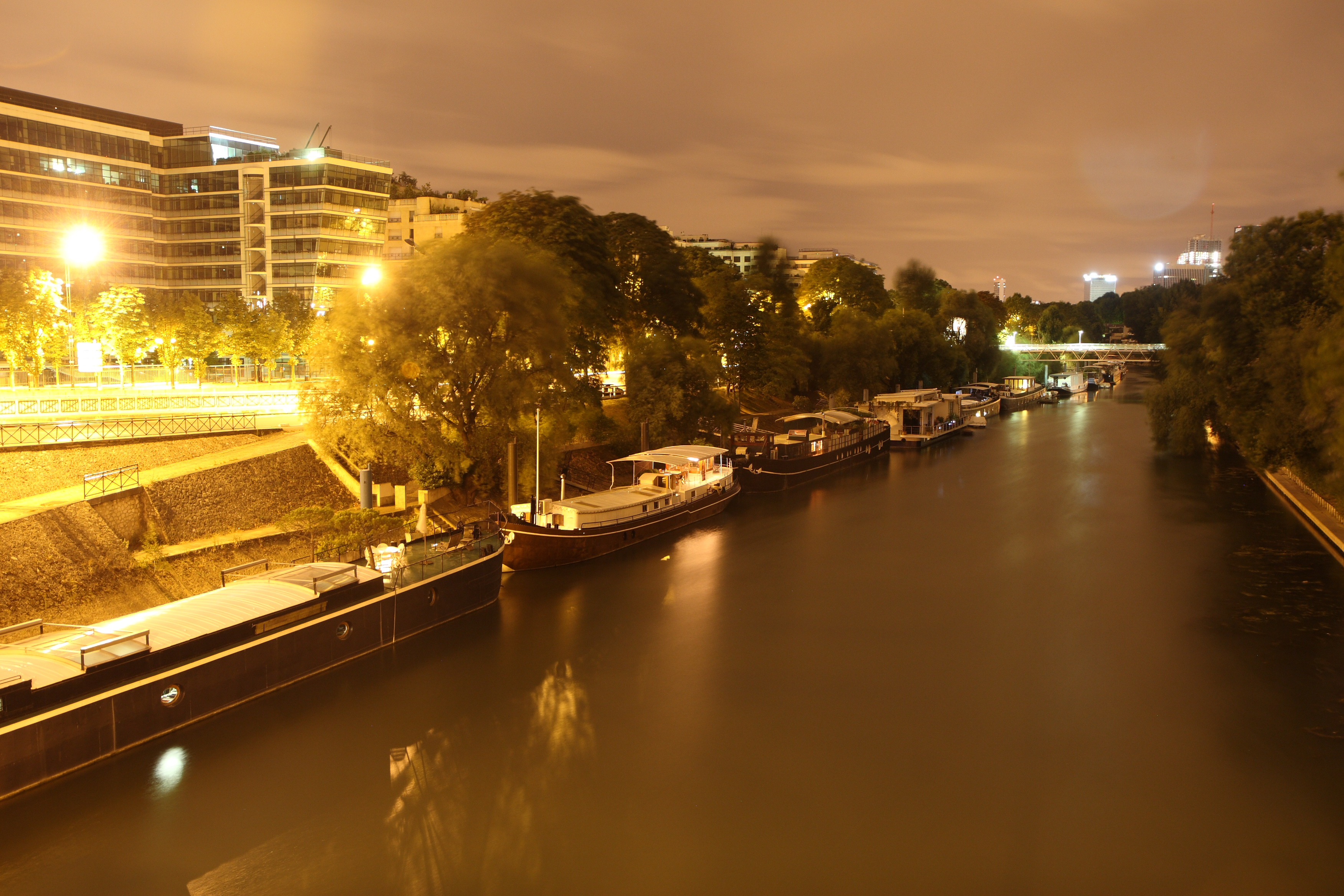
La passerelle vu du pont de Levallois.
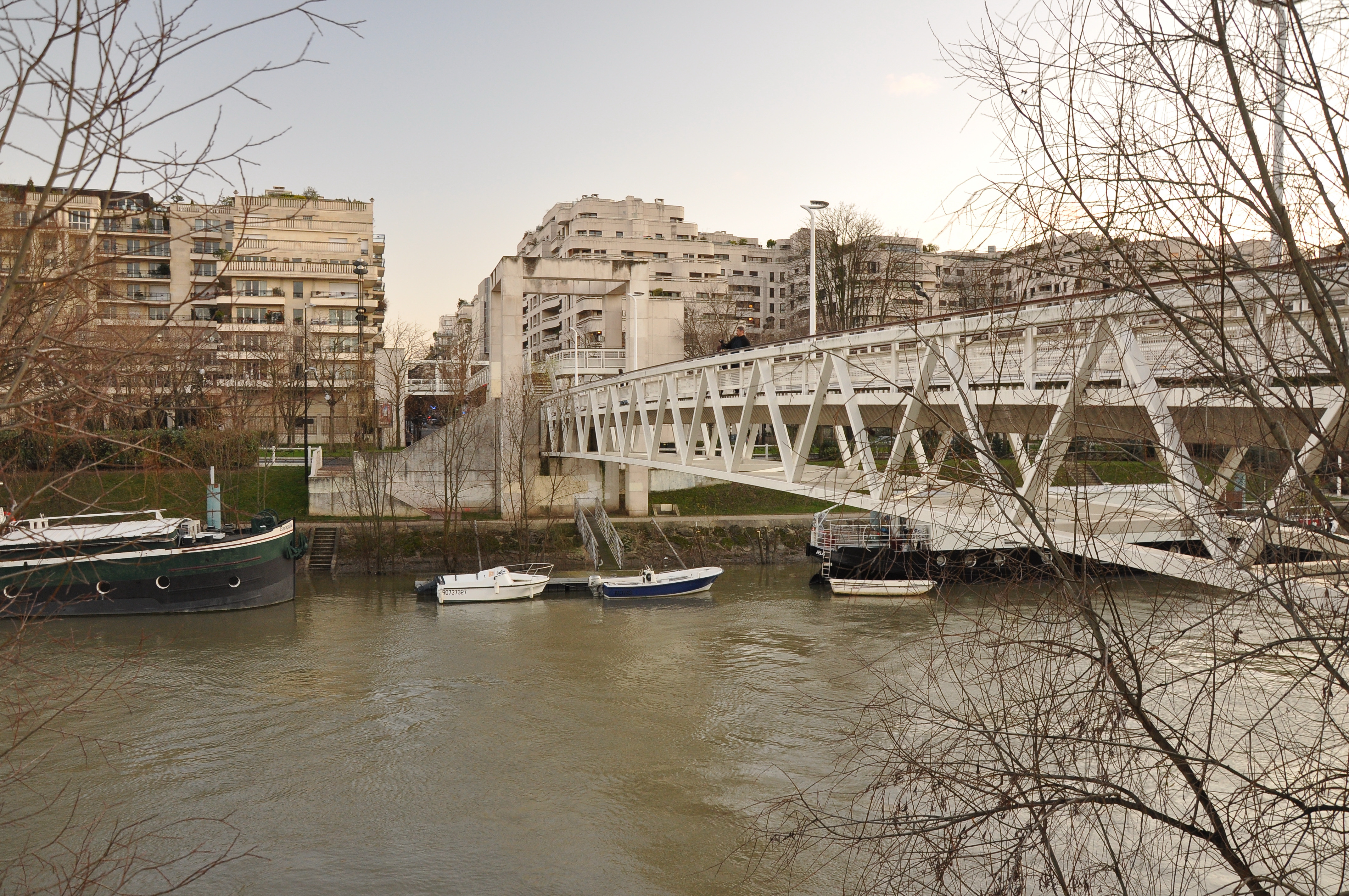
Vue de l'île de la Jatte.